# Luka Basi
Luka Basi (* 8. října 1993 Lublaň), rodným jménem Matej Prikeržnik, je slovinský popový zpěvák.

## Životopis
První singl, s nímž se proslavil na chorvatské hudební scéně, byl duet s Joletem.

## Singly
| Rok  | Píseň                | Duet          | Festival          |
| ---- | -------------------- | ------------- | ----------------- |
| 2016 | Nisam ja od jučer    | Jole          |                   |
| 2017 | Kombinacija          | není duet     | CMC Festival      |
| 2017 | Solo                 | Lidija Bačić  | CMC Festival      |
| 2017 | Moja                 | Ljubavnici    |                   |
| 2018 | Seko moja            | není duet     |                   |
| 2018 | Upalimo ljubav       | Lana Jurčević | CMC Festival      |
| 2018 | Istrijanko Ružo Moja | není duet     |                   |
| 2019 | Sedam noći           | není duet     |                   |
| 2019 | Ružo bila            | Marko Škugor  | CMC Festival      |
| 2019 | Kad vidin Boga uživo | není duet     | Splitski festival |